# Cueva de los Cochinos
La cueva de los Cochinos es un abrigo con representaciones rupestres localizado en el término municipal de Los Barrios, provincia de Cádiz (España). Pertenece al conjunto de yacimientos rupestres denominado Arte sureño, muy relacionado con el arte rupestre del arco mediterráneo de la península ibérica.
El abrigo formado por la erosión de roca arenisca se encuentra situado en la loma de los Garlitos, junto al valle de Valdespera, muy cerca de la Cueva del Mediano y la Cueva de los Ladrones. Aunque existen varias covachas en los alrededores la que muestra representaciones posee una abertura de 14 metros de ancho y 7 de alto con una profundidad de 7 metros aproximadamente. El abrigo, junto a sus representaciones rupestres, fueron descritas por primera vez por el arqueólogo francés Henri Breuil en 1929 en su obra Rock paintings of Southern Andalusia. A description of a neolithic and copper age Art Group donde publicó un calco de las pinturas visibles en aquel momento. El autor francés describió dos grandes figuras zoomorfas identificadas por él como dos ciervas a una altura de 5 metros. A mediados de los años 80 del siglo XX el escritor alemán Uwe Topper en su descripción de las cuevas de la región no pudo localizar estas pinturas y constató el desplome de parte del abrigo.